# Langues au Kirghizistan
Le Kirghizistan est l’une des trois ex-Républiques socialistes soviétiques, avec le Kazakhstan et le Belarus, à avoir conservé le russe comme langue officielle à la suite de la chute de l'URSS en 1991.
Le pays a, en plus de celle-ci, ajouté la langue kirghize peu après l’indépendance en septembre 1991.
La langue kirghize appartient au groupe des langues turques. En 1924, un alphabet basé sur l'alphabet arabe fut introduit, remplacé par l'alphabet latin en 1928. En 1941, l'alphabet cyrillique fut définitivement adopté.
D’après un recensement de 2009, le kirghize se place en tête des langues parlées avec 71 % de locuteurs natifs, l’ouzbek en deuxième position avec 14 %, malgré son statut de langue officielle le russe n’occupe que la troisième place avec 9 % de locuteurs, les 5 % restants étant partagés par d’autres langues.
Toutefois, selon le même recensement, la langue russe est maîtrisée en tant que seconde langue par 50 % de la population de 15 ans et plus en raison du fait qu’elle constitue encore la langue interethnique, interculturelle, des affaires et de la politique.
On constate néanmoins une tendance à une arrivée de la langue kirghize sur la place publique. Longtemps considérée comme une langue domestique, la langue kirghize apparaît dans la vie politique et notamment beaucoup de délibérations parlementaires sont menées en cette langue.

## Statistiques

### Langues maternelles
| R. |
| -- |
| 1  |
| 2  |
| 3  |
| -  |
|    |

| Langue   | %      | #         |
| -------- | ------ | --------- |
| Kirghize | 71,43  | 3 830 556 |
| Ouzbek   | 14,41  | 772 561   |
| Russe    | 8,99   | 482 243   |
| Autres   | 5,17   | 277 433   |
| Total    | 100,00 | 5 362 793 |

Au recensement de 1999 : kirghize : 66,97 % (3 118 919 personnes), ouzbek : 14,05 % (654 527), russe : 12,94 % (602 806), autres : 6,04 % (281 244), total : 100,00 % (4 657 496):

### Langues secondes
| R. |
| -- |
| 1  |
| 2  |
| 3  |
| -  |
| -  |
|    |

| Langue               | %      | #         |
| -------------------- | ------ | --------- |
| Russe                | 39,33  | 2 109 393 |
| Kirghize             | 5,06   | 271 187   |
| Ouzbek               | 1,82   | 97 753    |
| Autres               | 1,13   | 60 478    |
| Total seconde langue | 47,34  | 2 538 811 |
| Total                | 100,00 | 5 362 793 |

### Connaissance des langues
| R. |
| -- |
| 1  |
| 2  |
| 3  |
| -  |
|    |

| Langue   | %      | #         |
| -------- | ------ | --------- |
| Kirghize | 76,49  | 4 101 743 |
| Russe    | 48,33  | 2 591 636 |
| Ouzbek   | 16,23  | 870 314   |
| Autres   | 6,30   | 337 911   |
| Total    | 100,00 | 5 362 793 |

## Autres langues
Il y a deux autres langues minoritaires :
- Le doungane, une langue sino-tibétaine, dont le peuple a beaucoup influencé le Kirghizistan. Il s'agit de la seule variété de langue chinoise qui s'écrit avec l'alphabet cyrillique.
- L' ouïghour, une langue altaïque, dont certaines sources non-gouvernementales remarquent le manque de programmes d'enseignement de la langue ouïghoure au Kirghizistan.